# Calligonum trifarium
Calligonum trifarium är en slideväxtart som beskrevs av Z.M. Mao. Calligonum trifarium ingår i släktet Calligonum och familjen slideväxter. Inga underarter finns listade i Catalogue of Life.